# Patrick Gamper
Patrick Gamper (* 18. Februar 1997 in Münster) ist ein österreichischer Radrennfahrer.

## Sportliche Laufbahn

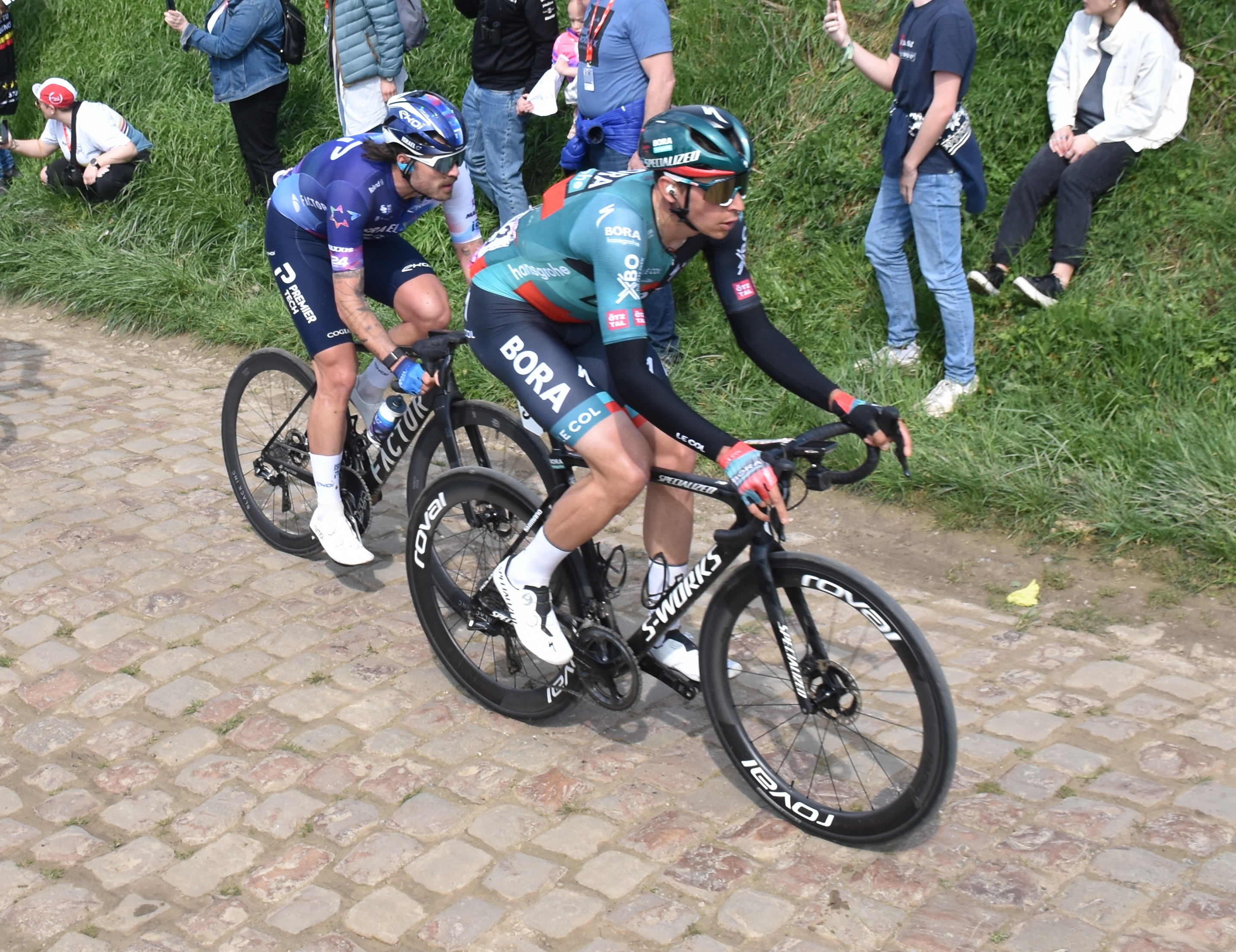
Patrick Gamper (Paris–Roubaix 2023)

Seine sportliche Laufbahn begann Patrick Gamper – ebenso wie seine jüngeren Brüder, die Zwillinge Florian und Mario Gamper – auf dem Skibob. Mit diesem Sportgerät wurde ihre Mutter Petra Gamper mehrmals Weltmeisterin, die Söhne errangen Weltmeistertitel im Nachwuchsbereich. Nach Querelen mit dem österreichischen Skibob-Verband wechselten die drei Sportler zum Radsport, den schon ihr Großvater und ihr Vater aktiv betrieben hatten.
In den folgenden Jahren wurde Gamper mehrfach österreichischer Meister in Einzelzeitfahren und im Straßenrennen in verschiedenen Altersklassen. 2016 erhielt er einen Vertrag beim Tirol Cycling Team, gewann eine Etappe der Serbien-Rundfahrt und belegte bei der österreichischen Zeitfahrmeisterschaft der Elite Platz sechs. 2017 wurde er Sechster im Zeitfahren der U23 bei den Europameisterschaften. Im Jahr belegte er Rang sieben bei der österreichischen Zeitfahrmeisterschaft der Elite, wurde Neunter im U23-Zeitfahren der Straßen-EM und Zwölfter bei den Straßenweltmeisterschaften. 2019 wurde er zum zweiten Mal österreichischer U23-Meister im Einzelzeitfahren, gewann den Gran Premio Industrie del Marmo und entschied eine Etappe des Giro della Regione Friuli Venezia Giulia für sich.
Im Jahr 2020 schloss sich Gamper dem UCI WorldTeam Bora-hansgrohe an, da er über seinen Sponsor hier eine Vertrag bekam. Er bestritt mit dem Giro d’Italia 2020 seine erste Grand Tour, konnte die Rundfahrt aber nicht beenden. Die Vuelta a España 2021 schloss er auf Platz 112 und den Giro d’Italia 2022 als Teil der Mannschaft um den Gesamtsieger Jai Hindley auf Platz 108 ab. Bei den österreichischen Staatsmeisterschaften 2023 gewann er den Titel im Einzelzeitfahren und die Silbermedaille im Straßenrennen.

## Erfolge
2012
- Österreichischer Jugend-Meister – Einzelzeitfahren

2013
- Österreichischer Jugend-Meister – Einzelzeitfahren, Straßenrennen

2014
- Österreichischer Junioren-Meister – Einzelzeitfahren, Straßenrennen

2015
- Österreichischer Junioren-Meister – Einzelzeitfahren

2016
- Österreichischer U23-Meister – Einzelzeitfahren
- eine Etappe Serbien-Rundfahrt

2019
- Österreichischer U23-Meister – Einzelzeitfahren
- Gran Premio Industrie del Marmo
- eine Etappe Giro della Regione Friuli Venezia Giulia

2023
- Österreichischer Meister – Einzelzeitfahren

## Grand Tour-Platzierungen
| Grand Tour            | 2020 | 2021 | 2022 | 2023 | 2024 |
| --------------------- | ---- | ---- | ---- | ---- | ---- |
| Giro d’ItaliaGiro     | DNF  | –    | 108  | –    | 86   |
| Tour de FranceTour    | –    | –    | –    | –    | –    |
| Vuelta a EspañaVuelta | –    | 112  | –    | –    | DNF  |